# 조은지 패밀리
《조은지 패밀리》는 2010년 10월 17일에 MBC에서 방영한 일요 드라마극장의 5편 중 한 편이다.

## 줄거리
아빠랑 단 둘이 사는 은지에겐 라이벌이 하나 있다. 같은 반 조경지. 둘은 언제 어디서나 만나기만 하면 다투는데, 은지는 자신이 밀리는 이유가 힘센 동생이 없어서라 여긴다. 은지는 아빠에게 동생을 낳아달라고 조른다. 아빠는 그런 은지에게 결혼하고 싶은 사람이 있다며 새 엄마가 될 여자를 소개시켜 준다. 그런데 하필이면 그 사람이 경지의 엄마다.

## 등장 인물

### 주요 인물
- 안내상 : 조태평 역 - 은지 아빠
- 김환희 : 조은지 역
- 이혜은 : 미애 역 - 경지 엄마
- 손채원 : 조경지 역 - 은지의 친구
- 윤주희 : 희선 역
- 허재현 : 조경석 역 - 경지의 동생

### 그 외 인물
- 김진성 : 상우(전학생) 역
- 단강호 : 경찰 역
- 이성주 : 버스기사 역